# Stephanie J. Block
Stephanie Janette Block (Brea, 19 de setembro de 1972) é uma atriz e cantora estadunidense, conhecida por seu trabalho em musicais da Broadway. Ela ganhou o Tony Award de 2019 de melhor atriz em um musical por The Cher Show.